# Sierra Suroeste
Sierra Suroeste – comarca w Hiszpanii, w Estremadurze. Okręg znajduje się w  prowincji Badajoz, mieszka w nim 32 813 obywateli. Stolicą comarki jest Jerez de los Caballeros. Powierzchnia wynosi 1528 km². 

## Gminy
Comarca dzieli się na 10 gmin i 3 podmioty w ramach gmin:
- Fregenal de la Sierra
- Higuera la Real
- Jerez de los Caballeros
  - La Bazana
  - Brovales
  - Valuengo
- Oliva de la Frontera
- Salvaleón
- Salvatierra de los Barros
- Valencia del Mombuey
- Valle de Matamoros
- Valle de Santa Ana
- Zahínos